# Pla i Llevant
Pla i Llevant es una denominación de origen (DO) vinícola cuya zona de producción se encuentra situada en la isla de Mallorca, España. La componen 18 municipios. La zona geográfica que comprende la DO Pla i Llevant es una de las zonas de la isla de Mallorca con más tradición vitivinícola, ya que la viña se cultiva en este territorio desde la dominación romana. 

## Historia
Tras el reconocimiento, en el año 1993, de esta zona como comarca vitivinícola se produjo un importante incremento en la actividad de todo el sector de la zona (plantación de nuevos viñedos, incorporación de nuevas variedades, mejoras en las técnicas de cultivo, etc.), y al mismo tiempo creció el número de bodegas productoras de vino, realizándose, en las ya existentes, importantes inversiones tecnológicas, que dieron lugar a un aumento de la producción y en especial de la calidad de estos vinos. 
En este periodo, de más de seis años, se consiguieron fijar las características diferenciales de los vinos de la zona y la posterior solicitud, a la Consejería de Agricultura y Pesca, de la Denominación de Origen para estos vinos. 
La DO Pla i Llevant fue creada el año 2001. El reglamento de la DO se ha adaptado a las nuevas disposiciones normativas y está regulado por Orden de la Consellera de Agricultura y Pesca de 1 de abril de 2005. 

## Marco geoclimático
El clima de la zona es de carácter típicamente mediterráneo, con una temperatura media de 17 °C con unos inviernos ligeramente fríos y veranos secos y calurosos. La proximidad del mar influye de manera importante. La pluviometría oscila entre los 400 y los 450 mm anuales y los valores medios de irradiación solar superan las 2800 horas/año. 
El suelo está formado por rocas calizas (margas y dolomitas) que dan lugar a un suelo calizo-arcilloso, dando a las tierras unas tonalidades rojizas o blanquecinas y con un pH ligeramente alcalino. 
Estas características del suelo permiten un buen drenaje y esto, junto con la escasa presencia de materia orgánica y la facilidad de penetración radicular, hace que el cultivo de la vid se realice en condiciones muy buenas.

## Uvas
El reglamento de la DO Pla i Llevant establece la siguiente relación de variedades aptas para la elaboración de vinos con derecho a uso de esta Denominación de Origen: 
- Cabernet Sauvignon
- Merlot
- Syrah
- Chardonnay
- Tempranillo
- Fogoneu
- Macabeo
- Moscatel
- Parellada
- Monastrell
- Pinot Noir
- Riesling

Variedades autóctonas
- Manto negro
- Callet
- Prensal Blanc

Los mostos se elaboran siguiendo las prácticas tradicionales, aplicadas con una moderna tecnología orientada a mejorar la calidad de los vinos.

## Características de los vinos
Cabe destacar los vinos blancos de uva Chardonnay, con aromas muy marcados de frutas tropicales así como aromas lácticos y avainillados si han sido fermentados en barricas de madera. Los moscateles secos ofrecen aromas florales, mientras los vinos frescos procedentes de variedades Prensal Blanco, Macabeo y Parellada, presentan aromas de frutas ácidas. Cuando los vinos son fruto de combinaciones de estas variedades el resultado es un complejo conjunto de aromas muy frescos al paladar. 
En los vinos tintos los diferentes tipos de uva utilizada permiten obtener unos vinos muy interesantes, los cuales se caracterizan por su intensidad de color y aromas complejos de frutas. En la boca los taninos son suaves y con una acidez equilibrada, que dan en su conjunto una sensación de frescor. 

## Añadas
- 2000 Excelente
- 2001 Muy Buena
- 2002 Buena
- 2003 Muy Buena
- 2004 Muy Buena
- 2005 Muy Buena